# 19564 Ajburnetti
19564 Ajburnetti este un asteroid din centura principală de asteroizi.

## Descriere
19564 Ajburnetti este un asteroid din centura principală de asteroizi. A fost descoperit pe 13 mai 1999 la Socorro, New Mexico, în cadrul proiectului LINEAR. Asteroidul prezintă o orbită caracterizată de o semiaxă mare de 2,32 ua, o excentricitate de 0,14 și o înclinație de 7,3° în raport cu ecliptica.